# Rue Léopold Lenders
La rue Léopold Lenders est une courte rue à double sens de circulation située sur le territoire de la commune bruxelloise de Saint-Josse-ten-Noode.

## Situation
La rue Léopold Lenders longe l'arrière de la Tour Madou et relie la chaussée de Louvain à la rue Scailquin. Elle est bordée d'un immeuble à appartements de sept étages d'un côté et de la tour Madou de l'autre.

## Léopold Lenders
Léopold Lenders (1917-2000) était une figure emblématique du jazz bruxellois. Pol a ouvert plusieurs boîtes de jazz où il fit venir les plus grands noms du jazz américain. Il était connu sous le nom de « Pol du Pol’s Jazz Club ». Il contribua également à la création du festival Saint-Jazz-ten-Noode.

## Historique
La création de la rue Léopold Lenders a été décidée en vue de soulager la circulation sur la place Madou toute proche. Inaugurée le 28 juin 2006 en musique en présence de nombreux jazzmen dont Philippe Catherine, c'est une des rues les plus récentes de Bruxelles. D'une longueur de trente mètres, c'est aussi l'une des plus courtes de l'agglomération bruxelloise. Afin de la tracer et malgré une vive opposition, plusieurs maisons de la chaussée de Louvain, dont certaines de style, ont été rasées. Les plus connues étaient celles abritant la papeterie Ballieu et la poissonnerie Doms.

## À savoir
- Dans un premier temps, il fut proposé de nommer cette nouvelle artère du nom de l'ancien bourgmestre Guy Cudell.
- Les plaques de rues, outre la mention « rue Léopold Lenders », spécifient « dit Pol du Pol’s Jazz Club ».
- Quelque peu plus au nord de l'actuelle rue Léopold Lenders, la rue du Soleil suivait le même tracé que cette dernière. Elle a été supprimée par décision actée à l'arrêté royal du 1er septembre 1880.